# HTTP 2.0
A HTTP 2.0 a World Wide Web alapját képező HTTP hálózati protokoll tervezett, új verziója. A HTTP 2.0-t az IETF Hypertext Transfer Protocol Bis (httpbis) munkacsoportja (working group) fejlesztette. A HTTP 2.0 a HTTP első új verziója a HTTP 1.1 1997-es megjelenése óta.
A HTTP 2.0 fejlesztésekor célul tűzték ki a kapcsolatok aszinkron multiplexálását, a fejlécek tömörítését és a lekérések-válaszok adatcsatornázását, továbbá mindezek mellett a tranzakciós szemantika terén a HTTP 1.1-gyel való teljes visszafelé kompatibilitást.
2012-ig két kidolgozott megoldás került a httpbis munkacsoport elé: a Google Chrome, Mozilla Firefox és Amazon Silk böngészőkben jelenleg is elterjedten használt SPDY protokoll, valamint a Microsoft HTTP Speed+Mobility indítványa. Az ezekben a protokollokban alkalmazott architekturális megközelítések közül többet már a World Wide Web Consortium HTTP-NG (Next Generation) munkacsoportjában is tárgyaltak, ám annak munkáját 1998-ban felfüggesztették.
A HTTP 2.0 elfogadott változata 2015 májusában jelent meg.

## Fordítás
Ez a szócikk részben vagy egészben  a   HTTP 2.0 című angol Wikipédia-szócikk ezen változatának fordításán alapul.  Az eredeti cikk szerkesztőit annak laptörténete sorolja fel. Ez a jelzés csupán a megfogalmazás eredetét és a szerzői jogokat jelzi, nem szolgál a cikkben szereplő információk forrásmegjelöléseként.